# 구글 스토어
구글 스토어(Google Store)는 구글 넥서스와 구글 픽셀 장치, 크롬캐스트, 안드로이드 웨어 스마트워치, 네스트 랩스, 크롬북 및 액세서리(자판, 충전기, 전화 커버 등)를 판매하는, 구글이 운영하는 온라인 하드웨어 리테일러이다. 구글 스토어는 구글이 개발하거나 구글과 협업하여 만든 제품을 판매한다. 2015년 3월 11일에 선보였으며 구글의 하드웨어 리테일러로서 구글 플레이의 디바이스 부분을 대체하였다.
구글은 온라인 외에 오프라인으로도 구글 스토어를 실험하였다. 2016년 10월, 팝업 숍을 뉴욕에서 개장하여 당시 최근에 발표한 하드웨어 제품을 전시하였고 그 다음 달에는 캐나다의 선별된 베스트 바이 스토어에서 구글 숍(Google Shops)을 열었다.

## 위치

### 온라인
인터넷에서 구글 스토어는 구글 플레이 웹사이트의 디바이스 부문을 대체하였다.

### 팝업 쇼룸
2016년 10월, 구글은 뉴욕 시의 소호에서 "Made by Google"이라는 이름의 팝업 리테일 쇼룸을 열었다.

### 베스트 바이
2016년 11월, 구글은 구글이 자사의 하드웨어 제품을 전시하는 구글 숍(Google Shop)을 열었다. 캐나다의 선별된 베스트 바이 지점에서 볼 수 있는 구글 숍은 이전의 넥서스 프로그램에서 갖지 못했던 수준으로 구글에게 소매점의 존재감을 제공하였다.

## 수상
구글은 전자제품 부문에서 2016 웨비상을 받았다.

## 같이 보기
- 크롬북 픽셀
- 마이크로소프트 스토어
- 애플 스토어